# Здание архива Государственного совета
Здание архива Государственного Совета — памятник архитектуры федерального значения в Санкт-Петербурге. Располагается по адресу: Миллионная улица, 36. Здание в неоренессансном стиле построено в 1883—1887 годах по проекту архитектора М. Е. Месмахера для архива Государственного Совета. С 1926 года в здании находится Российский государственный архив военно-морского флота (РГА ВМФ, до 1992 года ЦГАВМФ).

## История участка

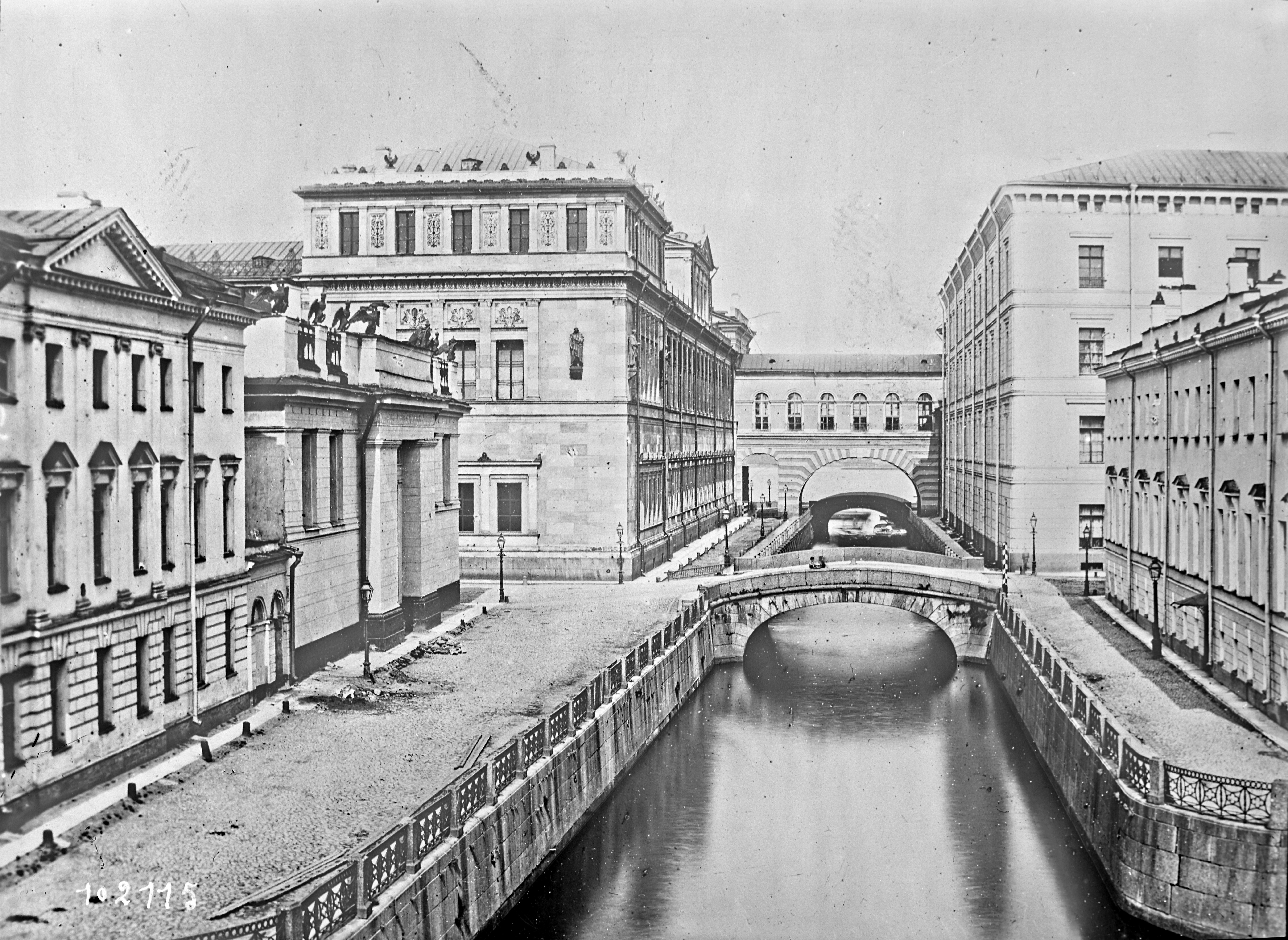
Панорама Зимней канавки в конце 1860-х. Слева виден восточный фасад Экзерциргауза.

В середине XVIII века на участке современного дома 36 по Миллионной улице находились дома маклера Петра Майера и штабного фельдшера Иоганна Ховиса, а также Почтовый двор (перенесенный сюда после пожара 1737 года, уничтожившего первый петербургский почтамт). В 1790-х годах на месте Почтового двора был построен экзерциргауз (авторство проекта приписывается В. Бренне), в котором в ненастье или в холодную погоду производилось обучение солдат, а впоследствии помещался штаб императорской гвардии. В начале 1840-х годов экзерциргауз был перестроен по проекту А. П. Брюллова, почти одновременно с постройкой им Штаба гвардейского корпуса, а в 1870-х — разобран.

## Архив Государственного Совета

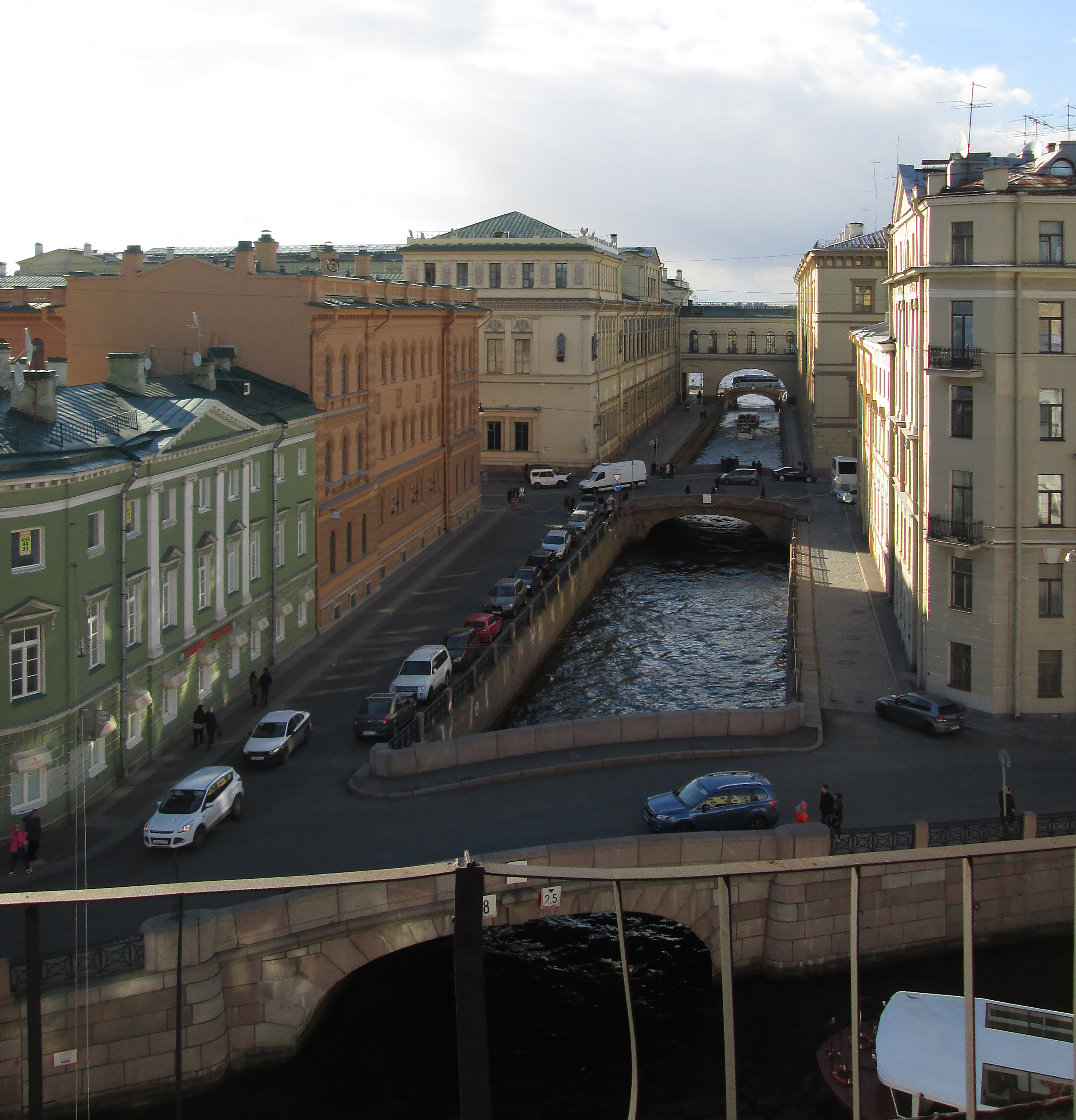
Панорама Зимней канавки. Слева — здание Архива Государственного совета. Фото 2017 года.

Трёхэтажное здание архива Государственного Совета построено по проекту архитектора М. Е. Месмахера в 1883—1887 годах. Постройка велась под руководством профессора Николаевской инженерной академии генерал-майора В. М. Карловича.
Г-образное в плане здание архива представляет собой два независимых корпуса, объединённых парадной лестницей-ротондой. Ренессансный характер отделки фасадов подчеркивают полуциркульные завершения окон 2-го и 3-го этажей, напоминающие окна палаццо Строцци во Флоренции.
В центральной части ризалитов со стороны Миллионной улицы, на уровне 2-го этажа, находятся мозаичные вставки с указанием на начало и окончание постройки. Над ними, на уровне 3-го этажа, расположены полуциркульные ниши, изначально украшенные изображением двуглавого орла — герба Российской Империи, в советское время замененного на изображение герба СССР.
Планировку здания отличают широкие коридоры, объединяющие служебные помещения каждого этажа. Для оборудования архива впервые были применены изготовленные фирмой Сан-Галли металлические шкафы и стеллажи для хранения бумаг, железные жалюзи на окнах, железные двери со специальной системой запоров, а также подъёмные механизмы для передачи документов с этажа на этаж.
Новшеством также стало использование огнеупорных железных стропил, позволивших облегчить вес большого перекрытия длиной 12 сажен.
Государственный секретарь А. А. Половцов высоко оценил качество нового архивохранилища, назвав его «безупречным не только в практическом, но и в художественном отношении». Архитектор, отказавшийся от денежного вознаграждения за труды, был представлен А. А. Половцовым к ордену Святого Владимира 3-й степени.  

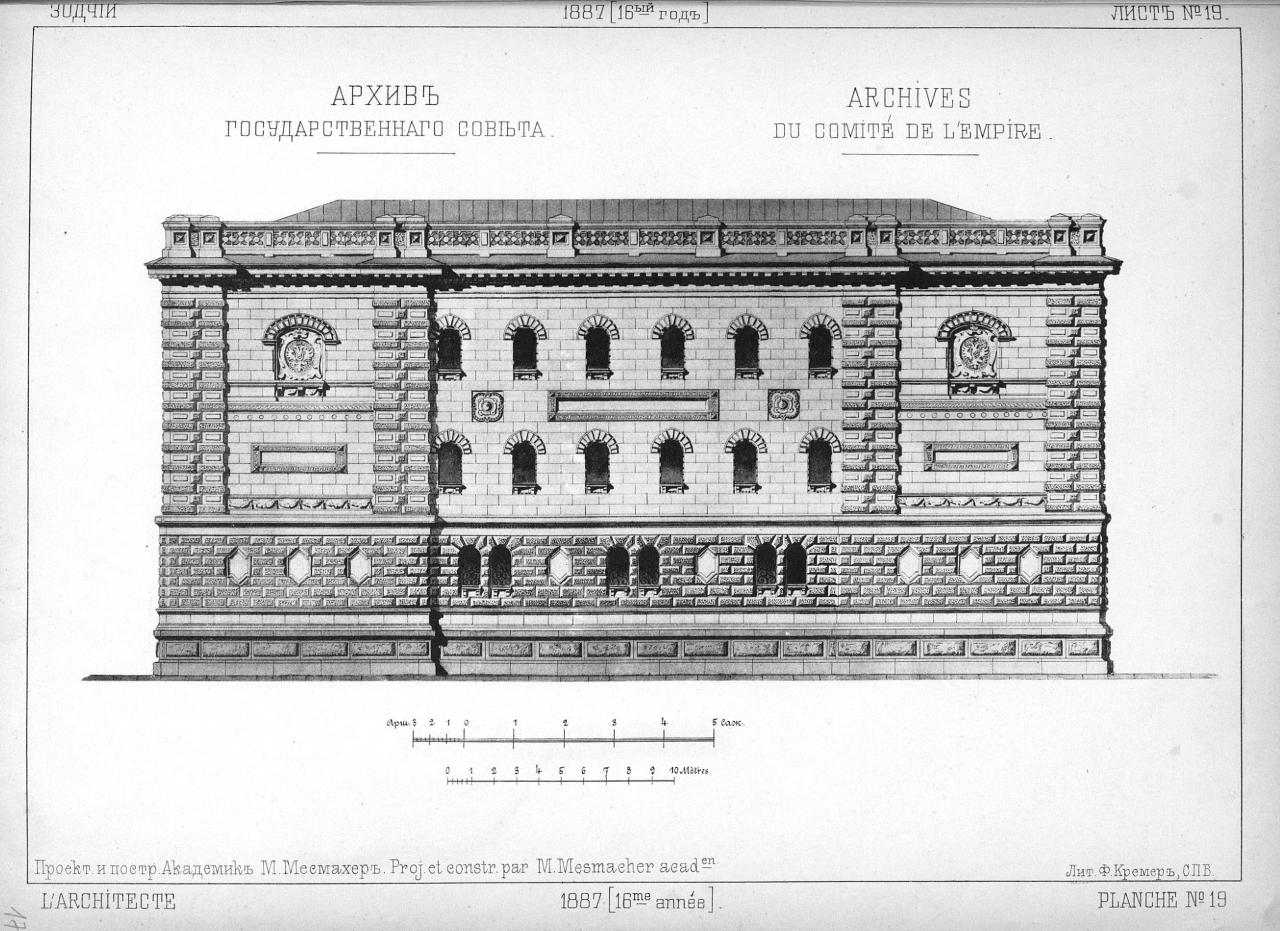
Фасад по Миллионной ул. «Зодчий», 1887.
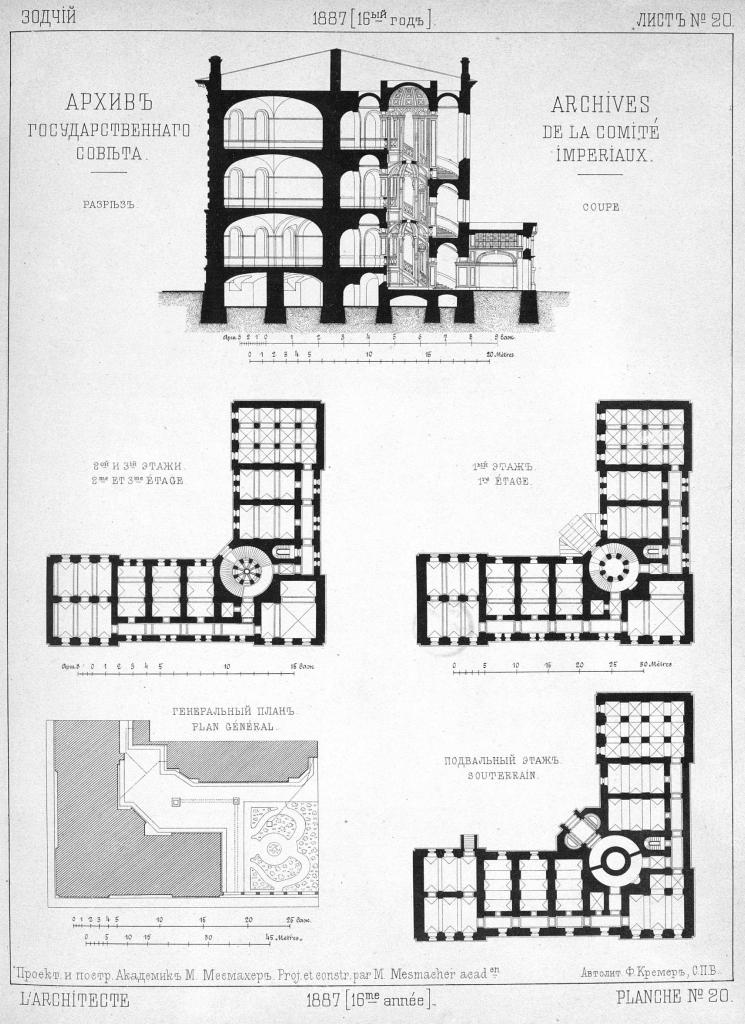
Разрез и поэтажные планы. «Зодчий», 1887.
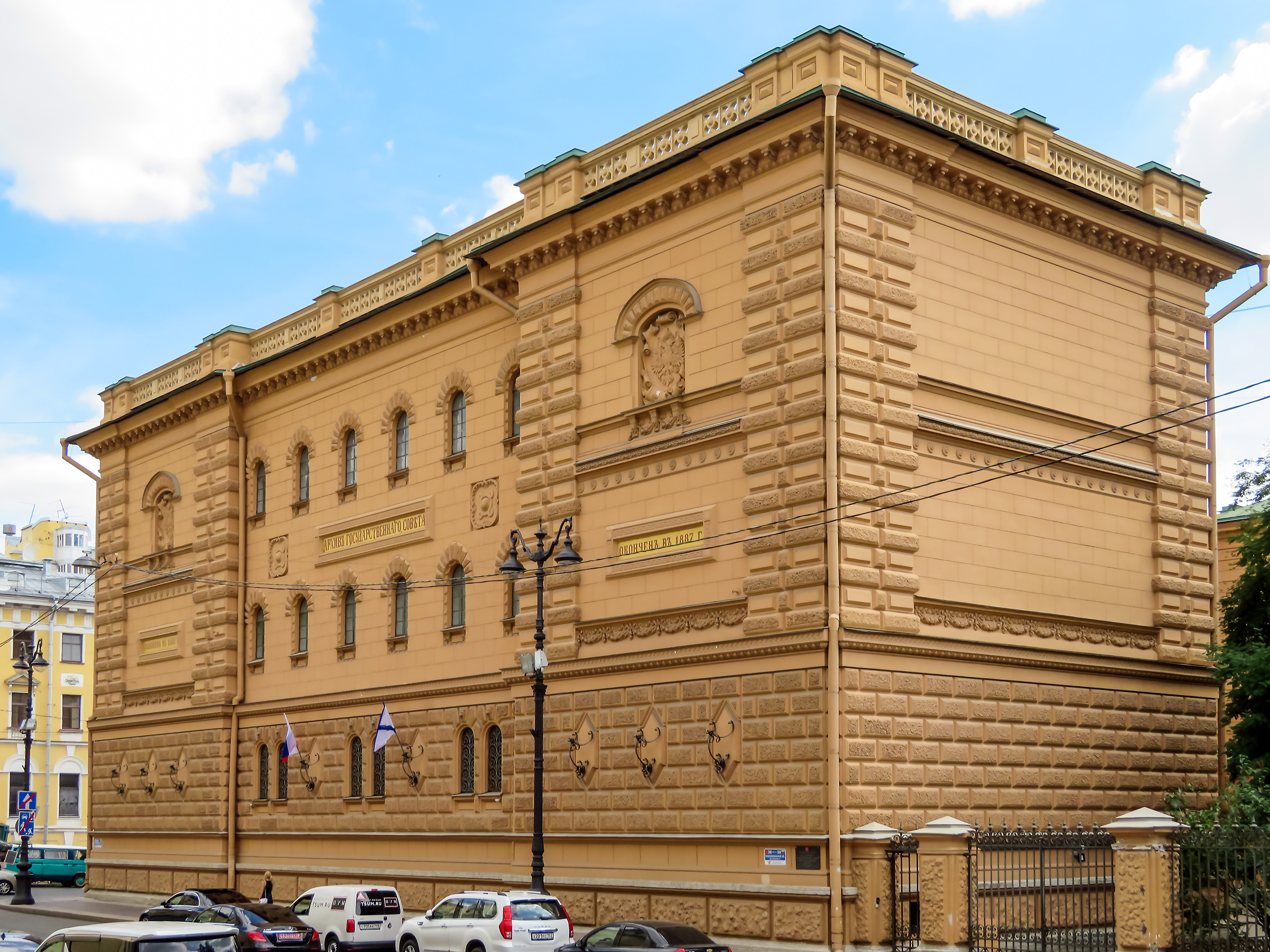
Фасад со стороны Миллионной улицы
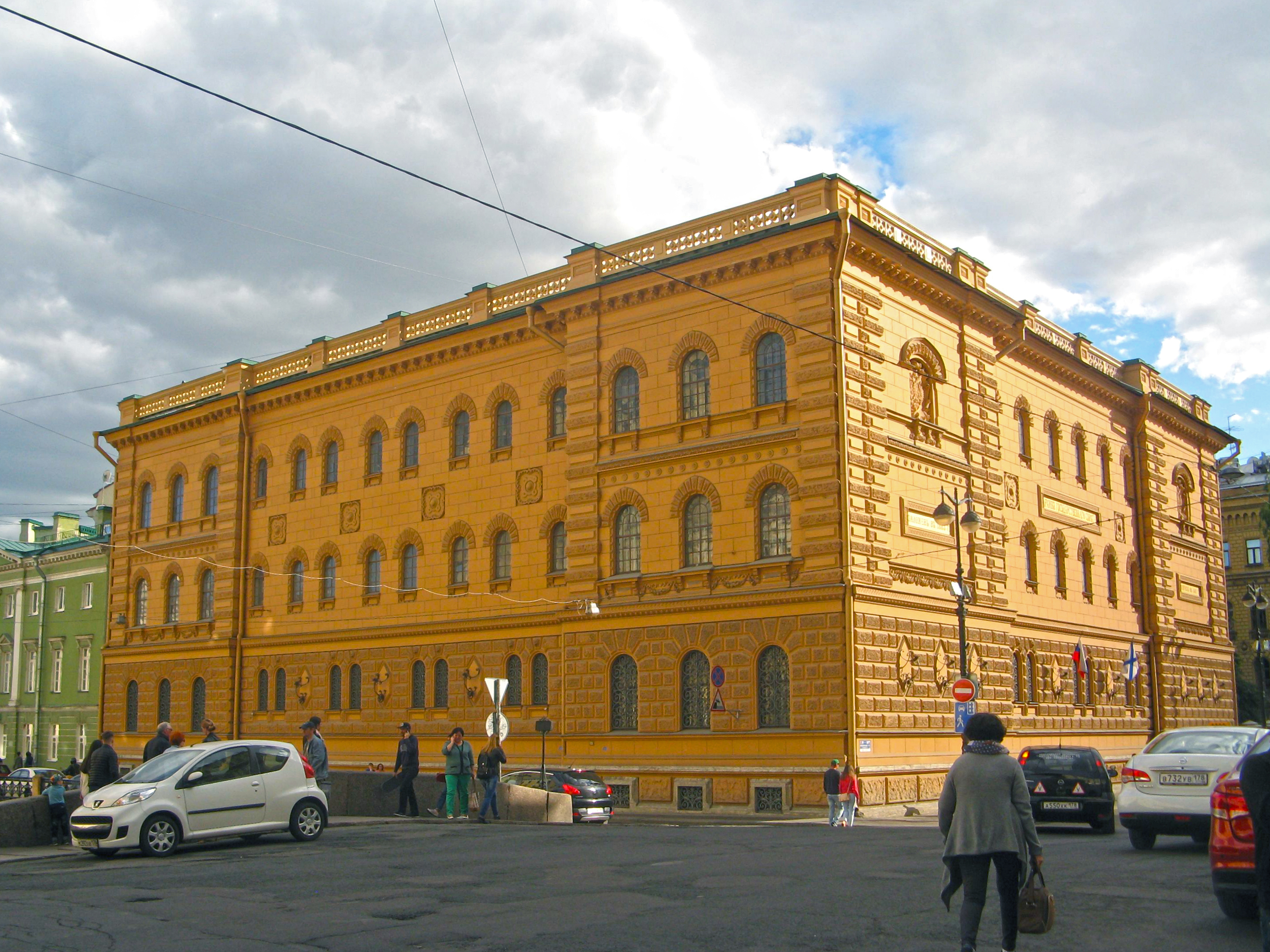
Фасад со стороны Зимней канавки
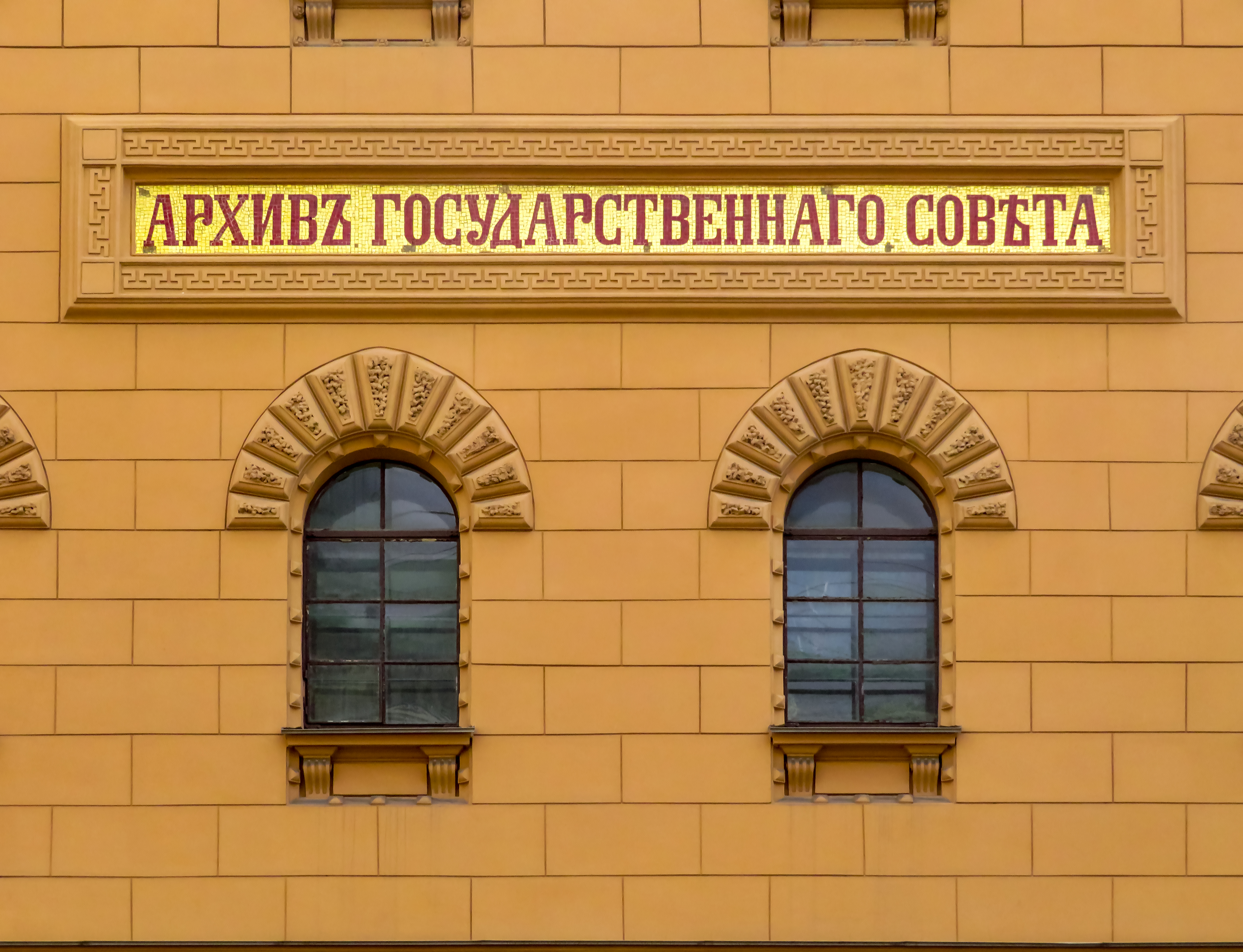
Мозаичное панно с указанием на назначение здания
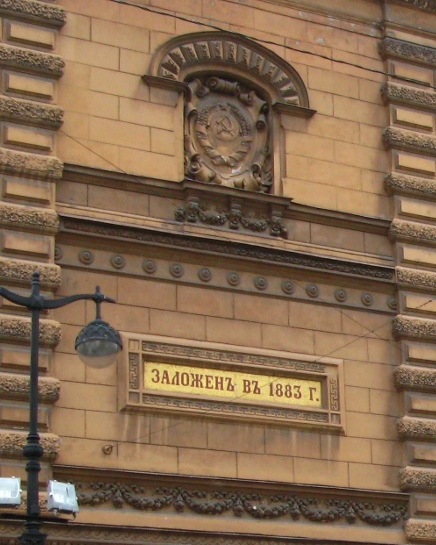
Мозаичное панно с годом начала строительства и ниша с гербом СССР. Фото 2009 года
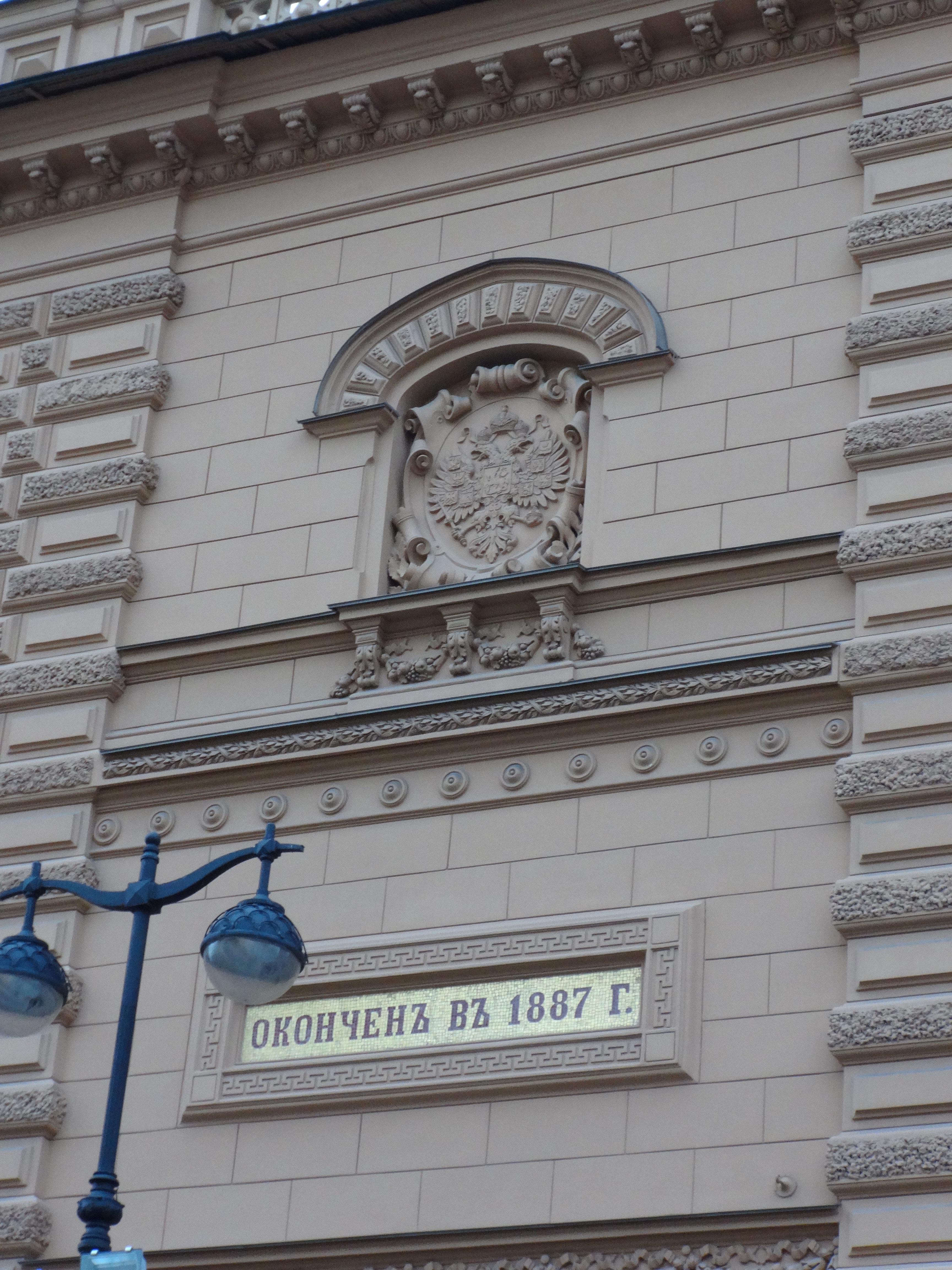
Мозаичное панно с годом окончания строительства и воссозданный герб Российской Империи. Фото 2014 года

Помимо архива, в дворовом корпусе здания размещалось Императорское Русское историческое общество. В 1920-х годах здесь же действовало Общество российских архивных деятелей, под руководством академика С. Ф. Платонова.

## Архив военно-морского флота
С 1926 года в здании находится Российский государственный архив военно-морского флота (РГА ВМФ, до 1992 года ЦГАВМФ). Это одно из хранилищ архива, в котором хранятся документы советского периода преимущественно до 1941 года.